# Neu Bartelshagen
Neu Bartelshagen ist ein Ortsteil der Gemeinde Niepars westlich von Stralsund im Landkreis Vorpommern-Rügen.

## Geografie und Verkehr
Das Ortsgebiet grenzt an das südliche Ufer der Grabow, eines Teils der Darß-Zingster Boddenkette. Etwa neun Kilometer westlich des Dorfes befindet sich die Stadt Barth und etwa 20 Kilometer östlich die Stadt Stralsund.
Zu Neu Bartelshagen gehören Buschenhagen, Lassentin, Neu Lassentin und Zühlendorf.

## Geschichte
Nach Zugehörigkeit zum Fürstentum Rügen fiel Neu Bartelshagen im Jahr 1326 an das Herzogtum Pommern. Nach dem Dreißigjährigen Krieg bis zum Jahr 1815 gehörte die Gegend zu Schwedisch-Pommern und danach zur preußischen Provinz Pommern.
Am 1. Januar 1951 wurde der Name der Gemeinde von Buschenhagen in Neu Bartelshagen geändert. Die Gemeinde war dann bis 1952 Teil des Landkreises Franzburg-Barth und gehörte danach bis 1994 zum Kreis Stralsund im Bezirk Rostock. Seit 1990 gehört Neu Bartelshagen zum Land Mecklenburg-Vorpommern. Mit Wirkung zum 26. Mai 2019 wurde die Gemeinde nach Niepars eingemeindet. Letzter Bürgermeister war Horst Badendieck.

## Sehenswürdigkeiten
- Barockes Gutshaus Neu Bartelshagen[3]
- Hafen Zühlendorf

## Söhne und Töchter
- Carl Abraham Gütschow (Buschenhagen 1735–1798), Advokat, Kaufmann und Ratsherr der Hansestadt Lübeck
- Paul Rée (1849–1901), Philosoph, Arzt, der Freund von Friedrich Nietzsche